# Epameinōndas Pantelakīs
Epameinōndas Pantelakīs (in greco Επαμεινώνδας Παντελάκης; La Canea, 10 febbraio 1995) è un calciatore greco, difensore del Panaitōlikos.

## Carriera

### Club
Ha giocato nella prima divisione greca.

### Nazionale
Ha giocato con la nazionale greca Under-19.

## Palmarès

### Club

#### Competizioni nazionali
- Souper Ligka Ellada 2: 1

PAS Giannina: 2019-2020